# Martin-chasseur royal
Actenoides princeps
Espèce
Statut de conservation UICN

 NT  : Quasi menacé
Le Martin-chasseur royal (Actenoides princeps) est une espèce d'oiseaux de la famille des Alcedinidae vivant en Indonésie.